# پل هاوکن
پل هاوکن (انگلیسی: Paul Hawken؛ زادهٔ ۸ فوریهٔ ۱۹۴۶) مؤلف، کارآفرینی، کنشگری اهل ایالات متحده آمریکا است.